# Relazioni bilaterali tra Italia e Kenya
Le relazioni bilaterali tra Italia e Kenya sono le relazioni diplomatiche tra Italia e Kenya.

## Storia
I primi contatti tra i due paesi avvennero nel 1902, quando i primi missionari italiani evangelizzarono nel Kenya, allora colonia britannica.
Il Ministro degli Esteri italiano, Franco Frattini, visitò il Kenya nel 2010. Il Primo Ministro del Kenya ha visitato l'Italia nel 2009. I Segretari del Governo del Kenya per il Tesoro e l'Agricoltura hanno visitato l'Italia nel 2009.
Nel luglio 2015, il Primo Ministro italiano Matteo Renzi effettuò una visita ufficiale di due giorni a Nairobi, dove tenne colloqui bilaterali con il presidente Uhuru Kenyatta, che riguardavano principalmente gli sforzi collaborativi di entrambi i paesi sulla guerra al terrorismo e sugli investimenti in Kenya.

## Cooperazione per lo sviluppo
Anche se entrambi i paesi intrattenevano relazioni diplomatiche già negli anni '60, è solo nel 1985, con la firma di un accordo, che i rapporti divennero ufficiali. L'accordo era il primo accordo bilaterale tra Kenya e Italia, riguardava la cooperazione in campo tecnico, economico e di sviluppo. Tra il 1985 e il 2010 il Kenya ha ricevuto 16,7 miliardi di KES (la valuta keniota, corrispondente a 160 milioni di euro) a titolo di assistenza allo sviluppo da parte dell'Italia, oltre a  5,2 miliardi (50 milioni di euro) di prestiti agevolati.
Le aree chiave per il Kenya e la cooperazione italiana sono:
- Salute
- Acqua
- Risorse naturali e ambiente
- Sviluppo urbano

Nel 2011, oltre 50 studenti sono andati a studiare in Italia, cifre destinate a crescere. C'è un Istituto Italiano di Cultura a Nairobi, in Kenya.

### Progetto San Marco
Il progetto è un'iniziativa del governo italiano per aumentare l'esplorazione dello spazio. In Kenya si trova l'italiano Centro spaziale Broglio, a Malindi, nella contea di Kilifi. Il Centro spaziale è attivo dal 1964.

## Relazioni economiche
Nel 1996 entrambi i paesi hanno firmato un accordo sulla promozione e protezione degli investimenti.
Il Kenya esporta merci del valore di 33 milioni di euro in Italia ogni anno. Inoltre, l'Italia esporta in Kenya beni del valore di 89,3 milioni di euro.
L'Italia è il terzo più grande mercato turistico del Kenya in Europa dopo Germania e Francia. Circa 82.000 turisti italiani hanno visitato il Kenya nel 2013.
Il Kenya è considerato un punto di accesso ai mercati dell'Africa orientale e uno dei principali mercati di esportazione dell'Italia in Africa.

## Missioni diplomatiche
Il Kenya ha un'ambasciata a Roma. L'Italia ha un'ambasciata a Nairobi.